# Jørgen Jensen-Klejs
Jørgen Sørensen Jensen-Klejs (født 19. maj 1863 i Nebsagerskov, død 17. januar 1947 i Klejs) var en dansk politiker og sparekassedirektør.
Jensen-Klejs, der var landmand af uddannelse, landvæsenskommissær, uddannet på Grejsdalens Landbrugsskole og gårdejer i tidsrummet 1886-1925, blev folketingsmedlem for Venstre i 1906 og sad frem til 10. april 1924 (først valgt i Bjerrekredsen, fra 1920 valgt i Vejle Amtskreds); fra 7. april 1922 var han formand for tinget. 
Efterfølgende var han medlem af Landstinget 1928-1936 og formand også for dette ting alle årene. Jensen-Klejs markerede sig særligt indenfor skatte- og sparekassepolitik.
Han var formand for Venstres landstingsgruppe og næstformand i Rigsretten, formand for Rårup Sogneråd 1900-03, medlem af Vejle Amtsråd 1902-10, medlem af Horsens Landbrugsforenings bestyrelse 1902-10 og af bestyrelsen for Horsens-Juelsminde Jernbane 1902-07, formand for A/S Horsens Folkeblad fra 1910, medlem af Landsoverskatterådet fra 1912, Bank- og sparekassekommissionen af 1910 og af Valglovskommissionen af 1921. Han var formand for Bjerre og Hatting Herreders Spare og Laanekasse fra 1900, for Horsens Omegns Tyendesparekasse fra 1906, for Statens tilsyn med opdragelsesanstalten Bråskovgård fra 1908, medlem af Prisreguleringskommissionen fra 1917-21, Valuta-fællesrådet, medlem af og formand for Udenrigspolitisk Nævn 1922-24, næstformand for foreningen Hjemløses Venner til 1927, medlem af Fællesrepræsentationen for danske Sparekasser og af Nationalbankens repræsentantskab samt bestyrelsen af Lyngby Landbrugsmuseum.
Han var Kommandør af Dannebrog og Dannebrogsmand.